# Esli zavtra vojna...
Esli zavtra vojna... (in russo: Если завтра война…, in italiano: Se domani è guerra...) è un film del 1938 diretto da Efim L'vovič Dzigan, Lazar' Anci-Polovskij, Nikolaj Karmazinskij e Georgij Berezko.
Pellicola sovietica che tratta della prontezza dell'URSS e dell'Armata Rossa a difendersi dall'attacco di un potenziale aggressore. Il film, realizzato da una squadra di cineasti sotto il commando di Efim L'vovič Dzigan e che utilizza immagini tratte da cinegiornali dell'epoca, uscì il 23 febbraio 1938.

## Trama
L'Unione Sovietica viene invasa da un nemico immaginario in una guerra immaginaria. L'Armata Rossa vince con facilità e coraggio il nemico nella battaglia.

## Accoglienza

### Critica
Il film è stato molto apprezzato dall'allora commissario alla difesa del popolo dell'URSS, il maresciallo K. E. Vorošilov. "I nazisti dichiarano la guerra. L'intero popolo sovietico (giovani e vecchi) si alza per difendere la patria socialista. [...] Sotto i gargliardetti di battaglia ci sono milioni di patrioti. Dal lontano Uzbekistan, dalla soleggiata Georgia, dal Kuban e dal Don, dal Terek e dagli Urali, dai campi dell'Ucraina e dalle fabbriche del Donbass, si dirigono verso il confine le schiere degli eroici difensori della Patria. Il maresciallo dell'Unione Sovietica, il compagno Vorošilov, arriva in prima linea. Tiene un discorso che attraversa nel cuore di ogni combattente. Fu ricevuto un ordine: sfondare il fronte del nemico e sconfiggere il nemico sul proprio territorio. Inizia la battaglia generale. I carri armati superano le barriere dei nazisti, schiacciano i loro fucili. Le forze aeree sovietiche penetrano dietro le linee nemiche e lanciano paracadutisti. Le forze di sbarco stanno bloccando il percorso delle riserve nemiche. Con le grida di "Per la patria sovietica!", con un potente "Ura!" i nostri combattenti corrono ad attaccare."